# Freedom (chanson de Wham!)
Pour les articles homonymes, voir Freedom.
Pour la chanson homonyme de George Michael en solo, voir Freedom! '90.
Singles de Wham!
Careless Whisper
(1984) Everything She Wants
(1984)
Freedom est une chanson du duo anglais Wham!, écrite, composée et produite par George Michael, sortie en single en octobre 1984 et extraite de l'album Make It Big.
Après Wake Me Up Before You Go-Go et Careless Whisper (crédité à George Michael en solo), Freedom est le troisième single extrait du même album de Wham! à se classer en tête des ventes au Royaume-Uni. C'est aussi un succès à l'échelle mondiale.

## Classements hebdomadaires
| Classement (1984-1985)                 | Meilleure position |
| -------------------------------------- | ------------------ |
| Afrique du Sud (Springbok Radio)       | 8                  |
| Allemagne (GfK Entertainment)          | 14                 |
| Australie (ARIA)                       | 3                  |
| Autriche (Ö3 Austria Top 40)           | 23                 |
| Belgique (Flandre Ultratop 50 Singles) | 2                  |
| Canada (RPM 100 Singles)               | 10                 |
| États-Unis (Billboard Hot 100)         | 3                  |
| France (SNEP)                          | 16                 |
| Irlande (IRMA)                         | 1                  |
| Italie (FIMI)                          | 6                  |
| Norvège (VG-lista)                     | 1                  |
| Nouvelle-Zélande (RMNZ)                | 8                  |
| Pays-Bas (Single Top 100)              | 3                  |
| Royaume-Uni (UK Singles Chart)         | 1                  |
| Suède (Sverigetopplistan)              | 9                  |
| Suisse (Schweizer Hitparade)           | 5                  |

## Certifications
| Pays              | Certification | Unités certifiées |
| ----------------- | ------------- | ----------------- |
| Pays-Bas (NVPI)   | Or            | 75 000            |
| Royaume-Uni (BPI) | Or            | 500 000           |